# 王群 (围棋棋手)
王群（1957年3月3日—），中国围棋职业八段棋手。1973年进入中国国家围棋队，同年获十省市青年围棋邀请赛冠军。1982年被定为专业五段，1984年获世界业余围棋锦标赛冠军，1986年升到八段。2001年第三届中国围棋棋圣战八段组冠军。在中国和日本都获得过职业九路棋盘冠军。